# کیمز کنین (آریزونا)
کیمز کنین (به انگلیسی: Keams Canyon) یک منطقهٔ مسکونی در ایالات متحده آمریکا است که در شهرستان ناواهو، آریزونا واقع شده‌است. کیمز کنین ۴۳٫۱۲ کیلومتر مربع مساحت و ۴۴۴ نفر جمعیت دارد و ۱٬۸۸۵ متر بالاتر از سطح دریا واقع شده‌است.